# 吉田悦子 (知的財産学者)
吉田 悦子（よしだ えつこ）は、日本の知的財産学者・新領域法学者。博士（法学）(大阪大学)。大阪工業大学知的財産学部准教授。日本国際知的財産保護協会(AIPP)議題検討2021委員（特許)。
近畿経済産業局デザイン・ドリブン知財ミックス調査事業2018検討委員およびデザインノート調査研究事業2019代表委員。中曽根平和研究所研究委員。
専門は、新領域法学（特に情報デザイン/コンテンツ・AI、医薬分野）・工業所有権、知的財産法、民法。

## 略歴
2009年大阪大学大学院法学研究科博士前期課程修了。2010年同大学知的財産センター特任研究員。2014年知的財産研究所(IIP)特別研究員。2018年大阪大学知的基盤総合センター特任研究員。2021年同大学大学院法学研究科博士後期課程単位取得退学、博士（法学）(大阪大学)。同大学特任助教を経て、2022年大阪工業大学知的財産学部准教授として着任。同学科コンテンツビジネスコースをサポートしている。
主な所属学会は、国際知的財産保護協会、日本知財学会、著作権法学会、日本工業所有権法学会、日本薬学会。主な受賞は、1st Global Technology Entrepreneurship and Commercialization Summer Seminar Competition Presentation Award (G-TEC2010)。
知的財産の対外啓蒙活動として、シンガポール経営大学(SMU)にて「IP Scholars Asia 2019」でゲストスピーカーを務めている（テーマ：IP protection of products resulting from medical, nursing, engineering, and design in collaboration）。

## 主な著書
- 図録 知的財産法（分担執筆、弘文堂2021、学術書）
- 知的財産法の挑戦II（分担執筆、弘文堂 2021、学術書）
- 知的財産権訴訟の煌めき : 高部眞規子裁判官退官記念論文集（共著、金融財政事情研究会2021、単行本）[4]